# Federazione del Movimento Scout Italiano
La FederScout-Federazione del Movimento Scout Italiano è una federazione che riunisce in Italia Associazioni scout regionali o locali. A livello internazionale aderisce alla World Federation of Independent Scouts (WFIS).

## Storia
La FederScout nacque il 2 febbraio del 1986 per iniziativa di alcune associazioni scout indipendenti italiane con il nome di Federazione Scautistica Italiana. Le associazioni fondatrici furono: l'Associazione Giovani Esploratori Sardi (AGES) della Sardegna, l'Associazione Scout e Guide d'Europa (ASGE) ed il Centro Nautico Scout (CNS) del Lazio e gli Amici delle Iniziative Scout (AMIS) di Trieste.
Sempre nel 1986 fu creata una Scuola di Formazione Capi a livello federale.
Dal 1987 a gennaio 2008 la FederScout ha aderito alla Confédération Européenne de Scoutisme (CES).
A fine gennaio 2008, a causa della progressiva perdita di Organizzazioni Nazionali Scout aderenti alla CES e quindi per ampliare le occasioni di incontri internazionali dei propri aderenti e rafforzare e riprendere quell'aspetto fondamentale del metodo Scout che è l'Amicizia Internazionale, la FederScout ha aderito alla World Federation of Independent Scouts (WFIS), uscendo dalla CES.
Attualmente la FederScout, aperta a tutte le realtà Scout, conta 26 Associazioni che operano in varie regioni d'Italia.
Il suo simbolo è un giglio bianco con contorno blu ed un trifoglio più piccolo sovrapposto.

## Caratteristiche
La FederScout persegue finalità di solidarietà e promozione sociale,  proponendo la collaborazione fra le Associazioni aderenti, per favorire l'attuazione del Metodo Pedagogico Scout, ideato da Sir Robert Baden-Powell, così come enunciato in tutti i suoi scritti. La FederScout ha una struttura democratica e rispetta l'autonomia e la dignità dei suoi Soci (le Associazioni), la libertà nella modalità di applicazione del Metodo, purché coerente con i suoi Principi Fondamentali, le diverse convinzioni religiose e politiche, ed è dichiaratamente apartitica.
I mezzi per la realizzazione delle sue finalità sono la Formazione dei Capi, le Relazioni Internazionali, l'organizzazione di Attività Tecniche Scout, gli incontri per gli iscritti delle Associazioni Socie e tutto quanto ritenuto necessario per il raggiungimento dei propri fini istituzionali.
La Federazione può accogliere tra i propri Soci Associazioni ubicate in qualsiasi zona del territorio nazionale purché rette da uno statuto nel quale sia esplicitamente dichiarata l'aderenza dell'Associazione stessa ai principi fondamentali del Metodo Scout così come delineati dal fondatore del movimento, Robert Baden-Powell.
(articoli 1, 3 e 4 dello statuto).

## Formazione Capi
Per la Formazione dei Capi delle unità della Federscout sono organizzati annualmente corsi di formazione della durata tra 7 e 9 giorni, per tutte le branche, dai Castorini ai Rover nonché per Capi Gruppo e Dirigenti associativi.
Il sistema utilizzato nella formazione è quello Gilwell. Chi conclude tutto l'iter di formazione ottiene il Wood Badge.
Dal 2020 l'iter di Formazione FederScout è riconosciuto dalla WFIS.
La responsabilità della formazione è demandata ad un apposito Comitato Formazione Capi, composto dai rappresentanti di tutte le Associazioni, coordinato da un Coordinatore del Comitato stesso e da un Leader Trainer (L.T.).

## Attività nazionali ed internazionali
Il Comitato Tecnico Nazionale è l'organo collegiale preposto all'organizzazione delle attività federali per tutte le branche.
In successione vengono normalmente organizzate ogni anno attività per i Rover (Rover moot e Route nazionale), per gli Esploratori/Esploratrici (FederCamp, corsi tecnici di specialità, corsi per Capi pattuglia/squadriglia/equipaggio, etc.) per i Lupetti (CdA e Rupe Nazionale), per i Castorini (Vacanze di Colonia) e per i Capi di tutte le Branche (Indaba annuale).
Per rafforzare l'Amicizia Internazionale e l'Educazione alla Pace, vengono inoltre promossi numerosi momenti di incontro con altre realtà scout all'estero: EuroCamp ogni 4 anni, Workshop, ogni anno in un diverso paese europeo, campi internazionali, incontri di capi, gemellaggi con gruppi in Europa, etc.

## Associazioni Federate
- Scout Nautici Cattolici Sirio: fondati a Roccella Jonica nel 2004 da un gruppo ex FSE;
- ASE: Associazione Scautistica Europea - fondata nel 1998 dai gruppi Frascati 10 (poi divenuto Marino 1) e Roma 51 della nuova ASCI, già ASGE;
- BSI: Boy Scouts of Italy – fondati nel 2004 a Civitavecchia (RM), e provenienti dalla "nuova ASCI". Hanno aderito alla FederScout nel 2004, per uscirne nel 2013;
- A.S.I.-SCOUT onlus: Associazione Soccorritori Italiani Scout – fondata in Lombardia a Pandino (CR) nel 2005 e proveniente dai GEL (Giovani Esploratori Lombardi), ha aderito immediatamente alla FederScout. L'associazione ha una Casa di Caccia a Fuipiano Valle Imagna (BG);
- ASSG: Associazione Scout San Giorgio - nata nel 1996 a supporto del 4º Gruppo "San Giorgio" dell'allora locale Sezione di Trieste del CNGEI, dal 2005 si costituisce indipendentemente mantenendo le proprie tradizioni di oltre 60 anni di scautismo laico a Trieste;
- Busto 33: Gruppo scout Busto Arsizio 33 - Nato nel 2014 dall'AGESCI Busto Arsizio 3 è attivo con le tre branche L/C, E/G e R/S.[1]
- GEL: Giovani Esploratori Lombardi - fondata nel 1995 proveniente dal CNGEI; associazione di tradizione laica, è formata da vari gruppi a Milano e in Lombardia;
- Associazione Scout Damanhur Italia – fondata a Baldissero Canavese nel 2002, in Valchiusella vicino ad Ivrea e in provincia di Torino, è attiva continuativamente dal 2003. Scout Damanhur Italia è affiliata alla FederScout dal novembre 2006;
- AGISCOUT: Associazione Giovani Scout - nata nel 1997 da una sezione del CNGEI di Bisceglie (BA), ma in realtà con una storia molto più antica, partita dalla "Squadriglia libera Volpi", affiliata all'ASCI nel 1964. Il 10 ottobre 1998 ha aderito alla FederScout, unisce alle attività scout tradizionali un impegno particolare in un servizio pubblico di vigilanza e di accompagnamento turistico ai siti archeologici della Puglia, sensibilizzando i propri giovani soci alla conoscenza ed alla tutela del patrimonio artistico, culturale e archeologico pugliese; affianca alla pratica attiva del Metodo Scout tradizionale, l'espletamento di un servizio pubblico di vigilanza e guida ai siti archeologici della regione Puglia, con un occhio più attento ed una conoscenza più approfondita delle grotte di Santa Croce a Bisceglie, che da decenni sono scavate, curate e rese fruibili ad un vasto pubblico di studenti e studiosi dal costante impegno di tutti gli scout del gruppo. I giovani iscritti vengono sensibilizzati alla conoscenza ed alla tutela del patrimonio artistico culturale archeologico della regione, con un particolare riferimento a quanto esiste intorno alla zona di Bari e di Bisceglie. Tra le varie attività ogni anno l'Associazione rappresenta a Bisceglie un presepio vivente.
- AGES: Associazione Giovani Esploratori Sardi - fondata nel 1979 da alcuni capi scout provenienti dalla sezione CNGEI di Cagliari-Quartucciu, (Sardegna) conta undici gruppi operanti nella Sardegna centro-meridionale. L'AGES è Socio Fondatore della FederScout;
- Associazione Scout Villacidro Madonna del Rosario – associazione scout di Villacidro (VS) in Sardegna. Già gruppo scout aderente all'AGES, è autonoma dal 1984. Ha aderito alla FederScout nel 2006;
- AVSC: Associazione Veneta Scout Cattolici – fondata nel 1974 a Padova proveniente dal CNGEI, è presente nel provincia di Padova e Treviso con gruppi nei comuni di Padova, Abano Terme, Ponte San Nicolò, Valdobbiadene, Mestrino (Lissaro) e Vigodarzere (Terraglione). Ha aderito alla Federscout dal 1º ottobre 1990;
- Gruppo Scout Vicenza - fondata a Vicenza il 2 luglio del 2004 e proveniente da una sezione del CNGEI, l'associazione si definisce laica, pluralista ed indipendente, si pone come alternativa alle altre associazioni scout presenti nella città veneta;
- Fondazione Scout Firenze 1º "Marliani Silvano" – nata a Firenze nel 2004 è entrata nella FederScout nel novembre 2007;
- Associazione Giovani Esploratori ed Esploratrici delle Alpi Apuane-AGEA – fondata a Massa Carrara nel 2007, dopo aver fatto parte del CNGEI (dal 1990) ed esserne uscita, conta 80[2] soci. Dal 2008 ha aderito alla FederScout;
- Gruppo Promotore Scout Pietrasanta – Il Gruppo nasce nel 1995 come settore dell'U.O.E.I. Il Gruppo è entrato in contatto con la FederScout nella Primavera del 2008 e nel novembre è stato ammesso quale Socio;
- Gruppo Scout Il Gabbiano Jonathan – Il Gruppo nasce nel Comune di Monticello Conte Otto (Vicenza) nel 1991. Ha tutte le Branche ed è fortemente radicato nel territorio. Ha aderito alla FederScout nel novembre 2008;
- Associazione Albalonga 1 – nato nel 2008 ad Albano in provincia di Roma. Ha aderito alla FederScout nel 2009;
- Movimento Scout Cattolici-MSC – Nasce a Palermo nel 2005 ed ha aderito alla FederScout nel 2009;
- Gruppo Scout Indipendente Manfredonia – Nasce a Manfredonia, in provincia di Foggia da alcuni capi brevettati, nel 2009 e ha aderito alla FederScout nel 2010;
- Gruppo Scout Altomilanese – Nato nel settembre 2014 dal Busto Arsizio 33, ha aderito alla FederScout nel 2015. Ha svolto attività con unità bisessuate di lupetti, esploratori e rover fino al settembre 2016.[3]

- Associazione Italiana Scout Nautici "ANTARES" – Roma: nata nel 1970/71 come associazione di scautismo nautico non legata ad altre organizzazioni, nel 1980 entrò nel CNGEI del Lazio. Nel 1990 è ritornata indipendente e il 24 ottobre 1992 ha aderito alla FederScout. Ha tre gruppi e la propria base nautica è sul Lago di Nemi; ha le stesse finalità dello scautismo terrestre, cioè la formazione del futuro cittadino.  L'associazione è nata nel 1971 ad opera di monsignor Piero Gianti che non aveva trovato in nessuna delle allora esistenti associazioni scout, lo spazio e la comprensione per le esigenze e le competenze particolarissime che richiede una vera attività in acqua con bambini e ragazzi. Inoltre l'Associazione, per volontà del suo fondatore, è aperta a tutti e non ha carattere confessionale.  Per gli Antares la nautica non è un'attività a sé, ma ne è l'ispiratrice, la componente essenziale: è l'ambiente fisico-pedagogico attraverso il quale sviluppare nei ragazzi salute e forza fisica, abilità manuale, servizio al prossimo, conoscenza e rispetto della Natura, Spiritualità, e tutte le attività nautiche sono gioco scout a livello dei ragazzi. E come nel "bosco" il ragazzo costruisce con le sue mani quanto gli serve (nei limiti del possibile), così sempre nei limiti del possibile, lo scout nautico Antares costruisce, con le proprie mani, quanto gli occorre per le attività nautiche (come canoe, barche a vela, ecc.) ed impara e sa usare questi strumenti.

- Associazione Scautistica Europea (ASE) - Roma – L'Associazione Scautistica Europea è stata fondata nel 1998 e si basa sulla tradizione cattolica dell'ASCI e di monsignor Nobels. Ha aderito alla FederScout fin dal suo nascere (1998). L'Associazione è stata fondata in seguito al distacco di due Gruppi dalla Nuova ASCI ed ha ripreso il simbolo della ASGE. Presidente: Roberto Calindro.

- Associazione Giovani Esploratori Sardi – L'A.G.E.S. Boy Scouts de Sardigna ONLUS nasce nell'aprile del 1979 a Cagliari, su iniziativa di un gruppo di capi provenienti dal C.N.G.E.I., e da un gruppo di simpatizzanti (genitori e non) interessati allo scautismo. L'intendimento dei fondatori era quello di offrire una alternativa alle associazioni nazionali, l'una dichiaratamente confessionale l'altra laica. L'apertura a tutte le confessioni religiose, con l'impegno di promuovere la crescita spirituale consapevole dei ragazzi è tutt'oggi una caratteristica saliente dell'A.G.E.S., come pure lo è l'estraneità a qualunque schieramento politico o partitico, pur promuovendo contenuti educativi che sono, in senso generale, anche politici. Nel 1986 l'A.G.E.S. fonda, con altre realtà scout locali, la FederScout. Nel 1994 si aggiunge alle tre branche originarie previste da B.-P. la branca Castori. La sperimentazione di tale metodo è un successo ormai riconosciuto a livello federale.  Peculiare caratteristica dell'A.G.E.S. è quella di tutelare e favorire lo sviluppo del patrimonio culturale del popolo sardo, anche attraverso la pubblicazione e, comunque, la diffusione di detto patrimonio.

- Associazione Veneta Scout Cattolici – L'AVSC, Associazione Veneta Scout Cattolici è un'associazione scout veneta nata nel 1975 a Padova.  Le unità sono prevalentemente miste, secondo il principio della coeducazione. L'AVSC è presente nella provincia di Padova con gruppi nei comuni di Padova, Abano Terme, Ponte San Nicolò, Mestrino (Lissaro). Dal 2004 è entrato a far parte dell'Associazione anche il gruppo scout di Valdobbiadene (TV). Ha aderito alla FederScout dal 1º ottobre 1990.

- Associazione Scout Villacidro – Madonna del Rosario

La legge degli Scout Madonna del Rosario è la seguente:
1. Lo Scout è di parola
2. Agisce con lealtà
3. Attua un servizio disinteressato
4. Offre la sua amicizia a tutti
5. È tollerante e rispetta le opinioni altrui
6. Rispetta e protegge la natura
7. È coscientemente disciplinato
8. Mantiene il proprio controllo in tutte le occasioni
9. Ama la semplicità, è laborioso e perseverante
10. È puro nei pensieri e corretto nel comportamento

La promessa è la seguente:
- Prometto sul mio onore
- Di fare del mio meglio per compiere il mio dovere verso Dio, la famiglia, la comunità
- E di osservare la legge scout.

L'associazione Scout Villacidro è un'associazione locale, da oltre trent'anni fortemente radicata nel territorio. Si è affiliata alla FederScout nel 2005.
L'attività del primo nucleo iniziò nell'ottobre 1981, nella Parrocchia Madonna del Rosario e nel giugno 1982 viene ufficialmente aperto il gruppo A.G.E.S. Villacidro I. Dopo alcuni anni di collaborazione con l'A.G.E.S. venne intrapreso un percorso più autonomo come Gruppo Scout parrocchiale.
Nel dicembre 1998 venne fondata l'ONLUS "Scout Madonna del Rosario Villacidro", che per statuto adotta la metodologia scout come metodo educativo e formativo per i bambini, ragazzi e giovani, verso i quali è orientata tutta l'attività e l'esistenza stessa dell'associazione.
I primi anni sono state effettuate varie attività di gemellaggio con una comunità dell'Honduras, con relativa raccolta di fondi.
Nell'anno 2000 venne iniziata una collaborazione con l'O.S.V.I.C. (Organismo Sardo di Volontariato Internazionale Cristiano) col finanziamento di adozioni a distanza, scavo di pozzi e in seguito progetti sempre più ampi relativi all'acqua potabile, necessità indispensabile nella Guinea Equatoriale, e progetti relativi al sostegno della figura della donna e dei minori. Questa collaborazione, ancora attiva, è di grande aiuto nel cercare di comunicare ai ragazzi l'importanza della fratellanza tra i popoli.
Nel 2005 grazie anche ad una nuova collaborazione con l'Associazione Giovani Esploratori Sardi (AGES), si è proceduto all'iscrizione alla FederScout, avendo così una maggiore possibilità di formazione per i capi e attività di interscambio e confronto per i ragazzi.
L'uniforme dell'associazione è formata da un jeans blu, camicia color kaki e maglione verde. Altri elementi vengono aggiunti a seconda della unità di appartenenza (ad esempio il basco per i rover e le scolte, e il cappellone per i capi). L'uniforme è completata, per tutte le unità, dai distintivi e dal fazzolettone di gruppo, di colore arancione e bianco, che ognuno riceve al completamento di tappe del Sentiero Scout.
- Associazione Scout San Giorgio – L'ASSG di Trieste è nata verbalmente tramite accordo tra i suoi soci fondatori, nel mese di ottobre 1996 a sostegno, promozione e sviluppo esclusivo delle attività svolte dal 4º Gruppo "San Giorgio" della Sezione di Trieste del CNGEI, operante a Trieste ininterrottamente dall'immediato dopoguerra in poi. I suoi capi, adulti, genitori ed amici del Gruppo, che per anni hanno sostenuto in tutte le forme possibili le iniziative proposte e messe in atto dal gruppo "San Giorgio", hanno infine deciso nel febbraio del 2005 di registrare ufficialmente l'associazione che di fatto operava già da 8 anni, silenziosamente e del tutto volontariamente. L'associazione è iscritta agli albi provinciali e regionali delle Associazioni di Volontariato, ed è un'associazione ONLUS. Il 19 novembre 2011 l'associazione è entrata a far parte come socio aggregato nella FederScout, e dall'autunno 2013 come socio effettivo.

- Fondazione Scout Firenze 1° "Marliani Silvano" – Nata a Firenze nel 2004 come Associazione Scout indipendente è di ispirazione cristiana. Ha aderito alla FederScout nel novembre 2007.

- Associazione Giovani Esploratori ed Esploratrici Apuani (A.G.E.A.) – Nata a Massa Carrara nel 1990. Ha fatto parte del CNGEI fino al 2007. Si è poi costituita in associazione scout locale ed ha aderito alla FederScout. Il metodo dell'AGEA si articola su quattro branche miste, divise per fasce d'età. Nelle attività è costante il riferimento ai libri di Baden-Powell ("Il manuale dei Lupetti", "Scautismo per Ragazzi" e "Il libro dei Capi", nonché i Libri di Rudyard Kipling, "Il libro della Giungla" e "Kim"). Dal settembre 2013, non ritenendo adeguato il metodo castori, l'Agea sta sperimentando un metodo formativo propedeutico alla branca lupetti, per i bambini dai 4 ai 7 anni, denominato "La Muta dei Cuccioli".  La Promessa Scout A.G.E.A.:

```
Prometto sul mio onore di fare del mio meglio
per compiere il mio dovere verso Dio, la mia famiglia e il mio paese,
per aiutare il prossimo in ogni circostanza,
per osservare la Legge Scout.
```

Per la formazione Capi l'AGEA organizza dei corsi di formazione basale a carattere associativo articolati in 5-6 giornate su argomenti specifici, e partecipa ai corsi di Formazione di 1º e 2º livello organizzati dalla FederScout.
L'AGEA è iscritta all'albo del volontariato della Regione Toscana e dal maggio 2012 fa parte della Protezione Civile regionale, ove sta specializzandosi nella logistica. La sede principale dell'associazione si trova nel comune di Massa, ha una sede nel comune di Montignoso e una base in località Cinquale, ove si svolgono attività naturalistiche grazie alla vicinanza del Lago Di Porta, e di approccio alla canoa sul fiume Versilia. L'associazione gestisce una casa scout aperta alle altre associazioni in località Chiesa di Rossano (Zeri). Gestisce inoltre il campo sportivo delle Cà di Cecco in località Altagnana (Massa). Oltre alle attività scout l'A.G.E.A. organizza un'iniziativa estiva nominata "Giocalestate" rivolta ai bambini e le bambine del territorio, giunta quest'anno alla terza edizione. Collabora inoltre con altre associazioni in iniziative di solidarietà e di salvaguardia ambientale (ANLAIDS, Colletta Alimentare, Lega Ambiente, Comunità Giovanni XXIII e altre). Pubblica inoltre un bollettino informativo di cultura scout intitolato "Esplorando". Presidente: Antonietta Bertuccelli.
- Gruppo Promotore Scout Pietrasanta – Il Gruppo nasce il 22 ottobre 1995 come settore dell'U.O.E.I. sulla base della vasta esperienza scout dei suoi fondatori ed è suddiviso nelle tre branche tradizionali del metodo. Il Gruppo è entrato in contatto con la FederScout nella Primavera del 2008 e nel novembre è stato ammesso quale socio. Presidente: Angelo Benassi.

- Gruppo Scout "Il Gabbiano Jonathan" – Il Gruppo nasce nel Comune di Monticello Conte Otto (Vicenza) nel 1991. Ha mosso i primi passi in AGESCI rendendosi poi indipendente. Ha tutte le Branche ed è fortemente radicato nel territorio. Ha aderito alla FederScout nel novembre 2008. Presidente: Paolo Banterle.

- Associazione Gruppo Scout Albalonga 1 – Nasce ad Albano (Roma) nel 2008. Svolge anche interessanti attività di promozione del Metodo Scout in Kosovo.

- Associazione Gruppo Scout d'Italia (ASdI) – Nasce nel 2012 ad Artena e ha anche un Gruppo a Colleferro.

- Associazione Amici delle Iniziative Scout (AMIS) Trieste – È una delle quattro Associazioni che nel 1986 hanno fondato la FederScout.
- Associazione SCOUT Cirò Marina GRUPPO 13 A.P.S. – Entrata nel novembre 2020 come membro aggregato nell’assemblea Federale del 2022 tenuta a Bassano Romano (VT) diventa membro effettivo.
- Associazione G.S.V. - VILLASOR (CA)
- Associazione A.R.E.S. - DECIMOMANNU (CA)
- Associazione A.R.S. - Padova
- Associazione O.S.A. - Potenza
- Associazione Phoenix - LANDRIANO (MI)
- Associazione Scout Provincia di Lucca (ASPL) – Nasce nel 2020. È membro effettivo dal 2022.
- Associazione Scout Cirò Marina - Gruppo 13
- Associazione Scout Nautici Stella Polare - Reggio Calabria
- Associazione Scout ICHNOS - Serramanna
- Associazione Gruppo Scout Francigena 3 - Nepi